# チューク州
チューク州（チュークしゅう、英語: State of Chuuk）は、ミクロネシア連邦を構成する4州（ヤップ州、チューク州、ポンペイ州、コスラエ州）のひとつで、最も人口の多い州である。州都はウェノ（旧称モエン）。
面積は127.2km²（陸地面積は約135km2とも）、人口48,651人（2010年国勢調査）。1989年にトラック州（Truk）から改称した。

## 地理
州域は、東経148度以東、154度以西、赤道以北、北緯11度以南である。西はヤップ州、東はポンペイ州、南はパプアニューギニアのニューアイルランド州。グアムからおよそ1,000km南東に位置する。
州人口のおよそ4分の3が住むチューク諸島（旧：トラック諸島）は、長径約64kmの堡礁に囲まれた火山島群で、東部のナモネアス諸島（旧：四季諸島）と、西部のファイチュク諸島（旧：七曜諸島）とに大別される。このチューク諸島から見て、北にホール諸島、北西にナモヌイト環礁（旧：オロール諸島）、西にプラップ環礁、プルワト環礁（旧：エンダービー諸島）、プルサック環礁、南東にナモ島、ロサップ環礁、ナモルク環礁、モートロック諸島（サタワン環礁等）がある。
ナモヌイト環礁は、カロリン諸島最大の環礁である。

## 歴史

### 日本の委任統治
1899年以降ドイツ領であったが、第一次世界大戦が始まると日本海軍が無血占領し、1914年にトラック管区を設定し軍政を開始、1918年に民政へ移行した。1922年に国際連合の委任統治の行政機関として南洋庁が発足するとトラック支庁管轄地区となった。
委任統治下で近代的な電気や水道、学校や病院などのインフラストラクチャーの充実が進み、同時に当地での農業、漁業を中心とする殖産興業が推進された。第二次世界大戦中の1943年に支庁の統合が行なわれ、東部支庁管轄地区の一部となった。

### ミクロネシア連邦
1945年9月2日に日本が降伏した後、アメリカ合衆国軍の統治下に置かれた。そして、1947年、太平洋諸島信託統治領を構成する6地区の1つのトラック地区となった。1979年5月10日、ミクロネシア連邦憲法発効と同時に、トラック州が誕生した。1989年10月1日、州名の現地語名称「チューク」への変更を含む新たな州憲法が発効した。

### 独立運動
一部の住民はミクロネシア連邦の首都があるポンペイ州中心の政治や、連邦政府に不満があるとして独立運動を展開している。2015年3月3日に独立を問う住民投票が実施される予定であったが、直前に延期を発表。改めて2019年3月5日に実施されることとなったがやはり延期され、2020年3月に実施されることとなった。しかし連邦政府の同意が得られなかったとして三度目となる延期が決まり、2022年中に投票が行われることとなったものの、チューク州がミクロネシアより独立するのに必要な法案の審議は進まず、政治的に優先すべき課題とも位置付けられていないことから成立の見通しは立っていないほか、投票実施に必要な組織や仕組みの検討も進んでいないため、住民投票は事実上頓挫した状態にある。
2018年には在ミクロネシアのロバート・ライリー(Robert Riley)米大使が、独立したチューク州にはミクロネシアやマーシャル諸島、パラオのような自由連合の地位は与えられないとの見通しを示している。

## 州政府
州政府は、三権分立制をとっており、立法府・行政府・司法府に分かれる。

### 立法
立法府（州議会、Legislature）は両院制で、上院（元老院、Senate）と下院（代議院、House of Representatives）で構成される。両院とも議員は、州の住民（18歳以上の男女）による直接選挙で選ばれる。上院議員の定数は10で、5選挙区から各2名ずつ選出され、任期は4年である。下院議員の定数は28で、13の選挙区に人口を考慮してそれぞれ1人から5人までの定数が配分されている。任期は2年である。
州法は、両院で可決された後、州知事が署名をしたときに成立する。州知事には拒否権があるが、両院でそれぞれ3分の2以上の賛成により再可決すれば、法律は成立する。また、立法府には州知事、州副知事、州最高裁判所裁判官に対する弾劾の権限がある。下院が訴追し、上院が裁判を行なう。

### 行政
行政府の長は、州知事 (Governor) で、その補佐および代行として州副知事 (Lieutenant Governor) がいる。州知事と州副知事は州の住民（18歳以上の男女）による直接選挙で選ばれる。州知事候補と州副知事候補の2人1組で立候補し、有権者は1票を投じる。有効投票数の過半数を得た組が当選するが、いずれの組も過半数に達しない場合は上位2組で決選投票が行なわれる。任期は4年。
州知事は、州の憲法および法律の執行、州最高裁判所裁判官や行政各部の幹部役員の任命、恩赦・執行免除・減刑の決定などを行なう。行政各部の幹部役員は、州知事の交代と共にその地位を失う。
現在の州知事はジョンソン・エリモ（Johnson Elimo、2011年就任）、副知事はマリウス・アカピト（Marius Akapito、2014年就任）である。 

### 司法
州の司法権は、州最高裁判所、州法によって設置される下級裁判所（未設置）、および、基礎自治体ごとに設置される裁判所に属する。
州最高裁判所は、裁判長1名、その他の裁判官4名で構成される。裁判官は、上院の承認を条件として、州知事に任命される。終身制であり、立法府による弾劾以外では罷免されない。違憲立法審査権を有する。
自治体裁判所 (Municipal Court) は、1名以上の常勤裁判官で構成される。民事では訴額1,000ドル以下、刑事では罰金1,000ドル以下または懲役1年以下（またはそれらの併科）の裁判を管轄する。上訴は、州最高裁判所に対して行なうことができる。

## 経済
主産業は観光業で、特にチューク礁湖（ラグーン）に沈んでいる艦船を巡るレックダイビングの名所として知られ、世界中からダイバーが訪れる。
その他には、コプラ生産や漁業などが行なわれているが、小規模である。

## 交通
州都であるウェノ（モエン）島の北西端にチューク国際空港（IATAコード: TKK）があり、ユナイテッド航空がグアム国際空港を基点として就航している。また、南東部のサタワン環礁および西部の離島のホーク島にも滑走路があり、チューク国際空港との間で小型機が運航されている。

## 教育
ウェノに、2年制大学カレッジ・オブ・ミクロネシアFSM(College of Micronesia - FSM)のチューク・キャンパスがある。
同じ島の東端近くにある旧日本海軍無線通信所の建物を使用しているザビエルハイスクールは、イエズス会が経営する男女共学の4年制高等学校で、ミクロネシアの各国から優秀な生徒が集まっている。

## 地方自治体
チューク州には、40の基礎自治体がある。2000年時点での人口は、最大が13,802人のウェノ、最小が156人のマグール。
自治体名のアルファベット表記にはいくつかのバリエーションがあるが、以下の一覧は州憲法における綴りに拠った。
- チューク諸島
  - ウェノ (Weno)
  - パネウ島 (Piis-Panewu) - 堡礁北部の島
  - フォノ (Fono)
  - トノアス (Tonoas) - トノアス島とエテン島
  - フェファン (Fefen)
  - パレン (Parem)
  - シス (Siis)
  - ウマン (Uman)
- ファイチュク諸島
  - ウドット (Udot)
  - エオット (Eot)
  - ロマナム (Ramanum)
  - ファナパンゲス (Fanapanges)
  - ポレ (Polle)
  - パタ (Paata)
  - オネイ (Wonei) - トル島北部
  - トル (Tol) - トル島南部
- モートロック諸島
  - ナモ (Nema)
  - ロサップ (Losap) - ロサップ環礁
  - エムワール島 (Piis-emmwar) - ロサップ環礁南部の島
  - ナモルク (Namoluk)
  - エタール (Ettal)
  - モール (Moch) - サタワン環礁北部
  - クツ (Kuttu) - サタワン環礁西部
  - ター (Ta) - サタワン環礁南部
  - サタワン (Satowan) - サタワン環礁南東部
  - ルクノール (Lukunoch) - ルクノール環礁東部
  - オニオップ (Oneop) - ルクノール環礁西部
- 西部（パティウ)諸島
  - ホーク(Houk)
  - プルワト (Polowat)
  - タマタム (Tamatam)
  - プラップ (Pollap)
- ナモヌイト諸島
  - オノウン (Onoun) - 西南部
  - マグール (Makur) - 北部
  - オノー (Onou) - 東部
  - ウナヌ (Unanu) - 東部
  - ピヘラル (Piherarh) - 南東部
- ホール諸島
  - ノムウィン (Nomwin) - ノムウィン環礁南部（西隣のファヨ島を含む）
  - ファナヌー (Fananu) - ノムウィン環礁の東部
  - ルアー (Ruo) - ムリロ環礁の南東部
  - ムリロ (Murilo) - ムリロ環礁東部